# Route nationale 813
Die Route nationale 813, kurz N 813 oder RN 813, war eine französische Nationalstraße, die von 1933 bis 1973 zwischen Caen und Honfleur verlief. Ihre Gesamtlänge betrug 58 Kilometer.